# Туццио, Эдуардо
Эдуардо Туццио (исп. Eduardo Nicolás Tuzzio; 31 июля 1974, Буэнос-Айрес) — аргентинский футболист, выступавший на позиции защитника. Выступал за национальную сборную Аргентины.

## Биография
Эдуардо Туццио дебютировал в большом футболе 11 декабря 1993 года в матче за «Сан-Лоренсо», чьим воспитанником он является, в игре против «Ривер Плейта» (1:1). Спустя два года выиграл свой первый чемпионский титул, клаусуру 1995 года, после чего на один сезон отправился в аренду в «Кильмес». По возвращении, выступал за «красно-синих» ещё 5 сезонов, увенчав выступления за них второй победой в Клаусуре-2001.
После этого переехал во Францию. Однако, если в первом сезоне Туццио провёл половину матчей своей команды в Первом дивизионе, то в сезоне 2002/03 появлялся на поле лишь трижды — во многом это было обусловлено травмами футболиста. Во время пребывания в Европе сделал себе паспорт гражданина Италии (это было сделать довольно легко, учитывая очевидные итальянские корни Туццио), чтобы не попадать под ограничения для не-граждан Европейского Союза.
В 2003 году вернулся в Аргентину, где подписал контракт с «Ривер Плейтом». В первые два сезона был твёрдым игроком основного состава, однако в 2005 году у него возник серьёзный конфликт с партнёром по обороне и бывшим другом Орасио Амели. Из-за скандала Туццио попросил руководство «Ривера» отдать его в аренду в испанскую «Мальорку».
По возвращении из аренды, Туццио провёл ещё два сезона в «Ривере», но на тот момент команду настиг серьёзный игровой кризис, увенчавшийся последним местом Апертуре 2008.
В январе 2009 года подписал арендное соглашение с «Индепендьенте». В марте 2010 года продлил уже полноценный контракт с «Инде» на 1 год.
«Индепендьенте» вернул меня к жизни как человека и как игрока, заставил почувствовать себя востребованным и способным играть на высоком уровне.
В 2013—2014 годах выступал за «Феррокарриль Оэсте», где и завершил профессиональную карьеру.
В 2005—2007 годах привлекался в национальную сборную Аргентины. Альфио Басиле привлёк Туццио к подготовке к Кубку Америки 2007, однако в окончательную заявку футболист не попал.

## Титулы
- Чемпион Аргентины (5): 1995 (Клаусура), 2001 (К), 2003 (К), 2004 (К), 2008 (К)
- Обладатель Южноамериканского кубка (1): 2010